# Liste der Naturdenkmale in Weissach
| Naturdenkmale | Anzahl |
| ------------- | ------ |
| FND           | 26     |
| END           | 8      |
| Gesamt        | 34     |

Die Liste der Naturdenkmale in Weissach nennt die verordneten Naturdenkmale (ND) der im baden-württembergischen Landkreis Böblingen liegenden Gemeinde Weissach. In Weissach gibt es insgesamt 34 als Naturdenkmal geschützte Objekte, davon 26 flächenhafte Naturdenkmale (FND) und 8 Einzelgebilde-Naturdenkmale (END).
Stand: 1. November 2016.

## Flächenhafte Naturdenkmale (FND)
| Name                                            | Bild           | Kennung     | Einzelheiten | Position | Fläche Hektar | Datum         |
| ----------------------------------------------- | -------------- | ----------- | ------------ | -------- | ------------- | ------------- |
| Feldgehölz u. Halbtrockenrasen Eutenburg I      | BW             | 81150520020 | Weissach     | ⊙        | 1,9           | 21. Okt. 1992 |
| Feldgehölz u. Halbtrockenrasen Eutenburg II     | BW             | 81150520021 | Weissach     | ⊙        | 0,6           | 21. Okt. 1992 |
| Feldgehölz u. Halbtrockenrasen Härte            | BW             | 81150520015 | Weissach     | ⊙        | 1,7           | 21. Okt. 1992 |
| Feldgehölz u. Halbtrockenrasen Hühnerberg       | BW             | 81150520027 | Weissach     | ⊙        | 0,4           | 21. Okt. 1992 |
| Feldgehölz u. Halbtrockenrasen Rommelshalden    | BW             | 81150520031 | Weissach     | ⊙        | 4,5           | 21. Okt. 1992 |
| Feldgehölz u. Halbtrockenrasen Ruprechtshalden  | BW             | 81150520011 | Weissach     | ⊙        | 1,8           | 21. Okt. 1992 |
| Feldgehölz u. Halbtrockenrasen Suhenreute       | BW             | 81150520025 | Weissach     | ⊙        | 0,5           | 21. Okt. 1992 |
| Feldgehölz u. Halbtrockenrasen Telle            | BW             | 81150520026 | Weissach     | ⊙        | 1,5           | 21. Okt. 1992 |
| Feldgehölz u. Halbtrockenrasen Wurmsäcker       | BW             | 81150520014 | Weissach     | ⊙        | 0,8           | 21. Okt. 1992 |
| Halbtrockenrasen Bannholz                       | BW             | 81150520023 | Weissach     | ⊙        | 4,8           | 21. Okt. 1992 |
| Halbtrockenrasen Ettlesberg                     | BW             | 81150520002 | Weissach     | ⊙        | 1,2           | 21. Okt. 1992 |
| Halbtrockenrasen Eutenburg-Ettlesberg           | BW             | 81150520022 | Weissach     | ⊙        | 0,6           | 21. Okt. 1992 |
| Halbtrockenrasen Gern                           | BW             | 81150520018 | Weissach     | ⊙        | 1,3           | 21. Okt. 1992 |
| Halbtrockenrasen Reutäcker                      | BW             | 81150520010 | Weissach     | ⊙        | 1,8           | 21. Okt. 1992 |
| Halbtrockenrasen Schweinegrube                  | BW             | 81150520016 | Weissach     | ⊙        | 1,7           | 21. Okt. 1992 |
| Halbtrockenrasen u. Steinriegel Friedenshöhe    | BW             | 81150520004 | Weissach     | ⊙        | 0,3           | 21. Okt. 1992 |
| Karrenfeld Blockmeer am Schellenberg            | BW             | 81150520012 | Weissach     | ⊙        | 1,0           | 21. Okt. 1992 |
| Lindenallee u. Halbtrockenrasen Lerchenberg     | BW             | 81150520007 | Weissach     | ⊙        | 5,0           | 21. Okt. 1992 |
| Lindenhain u. Halbtrockenrasen a.d.Friedenshöhe | BW             | 81150520003 | Weissach     | ⊙        | 4,9           | 21. Okt. 1992 |
| Pflanzenstandort Aidenberg                      | BW             | 81150520034 | Weissach     | ⊙        | 0,8           | 21. Okt. 1992 |
| Pflanzenstandort Hinterer Aidenberg             | BW             | 81150520019 | Weissach     | ⊙        | 0,3           | 21. Okt. 1992 |
| Pflanzenstandort Lange Hecke                    | BW             | 81150520035 | Weissach     | ⊙        | 0,8           | 21. Okt. 1992 |
| Pflanzenstandort Mähdach                        | BW             | 81150520001 | Weissach     | ⊙        | 0,5           | 21. Okt. 1992 |
| Steinbruch Äußeres Geländ                       | BW             | 81150520024 | Weissach     | ⊙        | 0,4           | 21. Okt. 1992 |
| 4 Eichen am Tannenwäldle                        | weitere Bilder | 81150520017 | Weissach     | ⊙        | 1,1           | 21. Okt. 1992 |
| 5 Linden an der Friozheimer Straße              | BW             | 81150520013 | Weissach     | ⊙        | 1,5           | 21. Okt. 1992 |
| Legende für Naturdenkmal                        |                |             |              |          |               |               |

## Einzelgebilde (END)
| Name                                  | Bild | Kennung     | Einzelheiten | Position | Fläche Hektar | Datum         |
| ------------------------------------- | ---- | ----------- | ------------ | -------- | ------------- | ------------- |
| Linde am Aidenberg                    | BW   | 81150520030 | Weissach     | ⊙        | 0,0           | 21. Okt. 1992 |
| Linde auf dem Aidenberg               | BW   | 81150520005 | Weissach     | ⊙        | 0,0           | 21. Okt. 1992 |
| Sängerlinde an der Lindenstraße       | BW   | 81150520006 | Weissach     | ⊙        | 0,0           | 21. Okt. 1992 |
| Sommerlinde an der Mönsheimer Strasse | BW   | 81150520008 | Weissach     | ⊙        | 0,0           | 21. Okt. 1992 |
| Spitzahorn - Bonlanden                | BW   | 81150520033 | Weissach     | ⊙        | 0,0           | 21. Okt. 1992 |
| Stieleiche am Lindenweg               | BW   | 81150520029 | Weissach     | ⊙        | 0,0           | 21. Okt. 1992 |
| Winterlinde an der Rutesheimer Straße | BW   | 81150520028 | Weissach     | ⊙        | 0,0           | 21. Okt. 1992 |
| 2 Wellingtonien - Dachsbaustück       | BW   | 81150520032 | Weissach     | ⊙        | 0,0           | 21. Okt. 1992 |
| Legende für Naturdenkmal              |      |             |              |          |               |               |